# Tipula (Pterelachisus) laetibasis
Tipula (Pterelachisus) laetibasis is een tweevleugelige uit de familie langpootmuggen (Tipulidae). De soort komt voor in het Palearctisch gebied.